# エドワード・S・P・ロジャース
エドワード・S・P・ロジャース（Edward S.P.Rogers）は、株式会社テトリスオンライン・ジャパンの取締役を務めるアメリカ合衆国の実業家。略称はESP、愛称はエディ(Eddy)。
BPS時代にザ・ブラックオニキスやスーパーブラックオニキスなどのテストプレイを務めたり、兄のヘンク・ブラウアー・ロジャース（現ブループラネットソフトウェア社代表取締役）にテトリスの移植を勧めた人物である。